# Fusolatirus paetelianus
Fusolatirus paetelianus là một loài ốc biển, là động vật thân mềm chân bụng sống ở biển trong họ Fasciolariidae.